# Felix Gasselich
Felix Gasselich (Wenen, 21 december 1955) is een Oostenrijks voormalig voetballer. Hij was een middenvelder die bij voorkeur op de linkerflank speelde.

## Carrière

### Austria Wien
Gasselich begon zijn sportieve loopbaan bij Austria Wien (half 1970-eind 1973 jeugd, begin 1974-half 1983 1e elftal, basisspeler). Hij speelde er op het middenveld naast Herbert Prohaska. Hij won met de club vijfmaal het landskampioenschap (1976, 1978, 1979, 1980, 1981) en viermaal de Oostenrijkse beker. In 1977 eindigde hij met Austria Wien als derde, in 1982 en 1983 als runner-up, als tweede. Ook speelde hij met Austria Wien de Europacup II-finale in het seizoen 1977/78, die met 4-0 werd verloren van het Anderlecht van Rob Rensenbrink. Gasselich maakte bij Austria Wien 94 doelpunten in 326 wedstrijden.

### Ajax

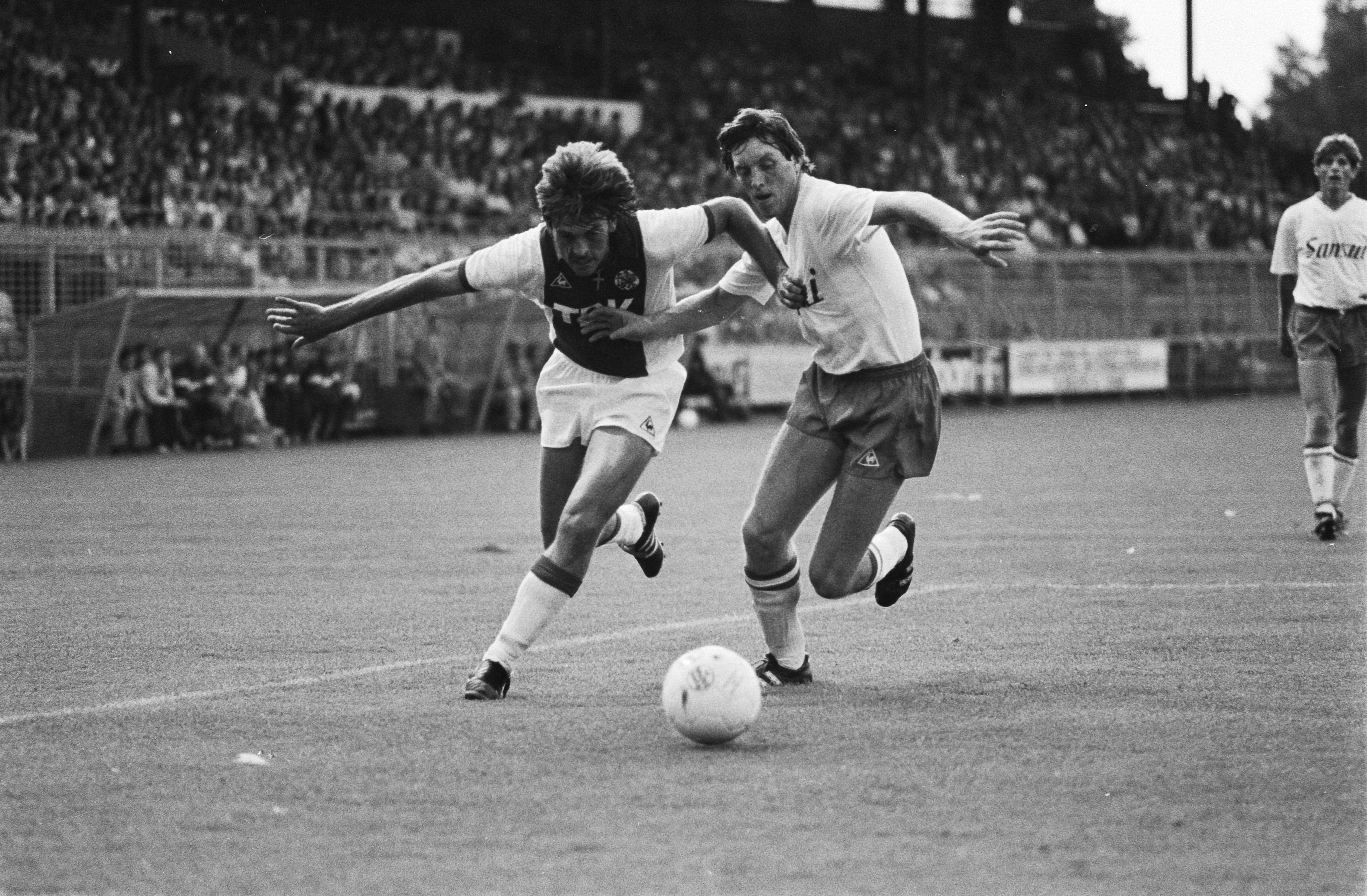
Gasselich (links) op woensdagavond 24-8-1983 tijdens Ajax-Willem II 5-0

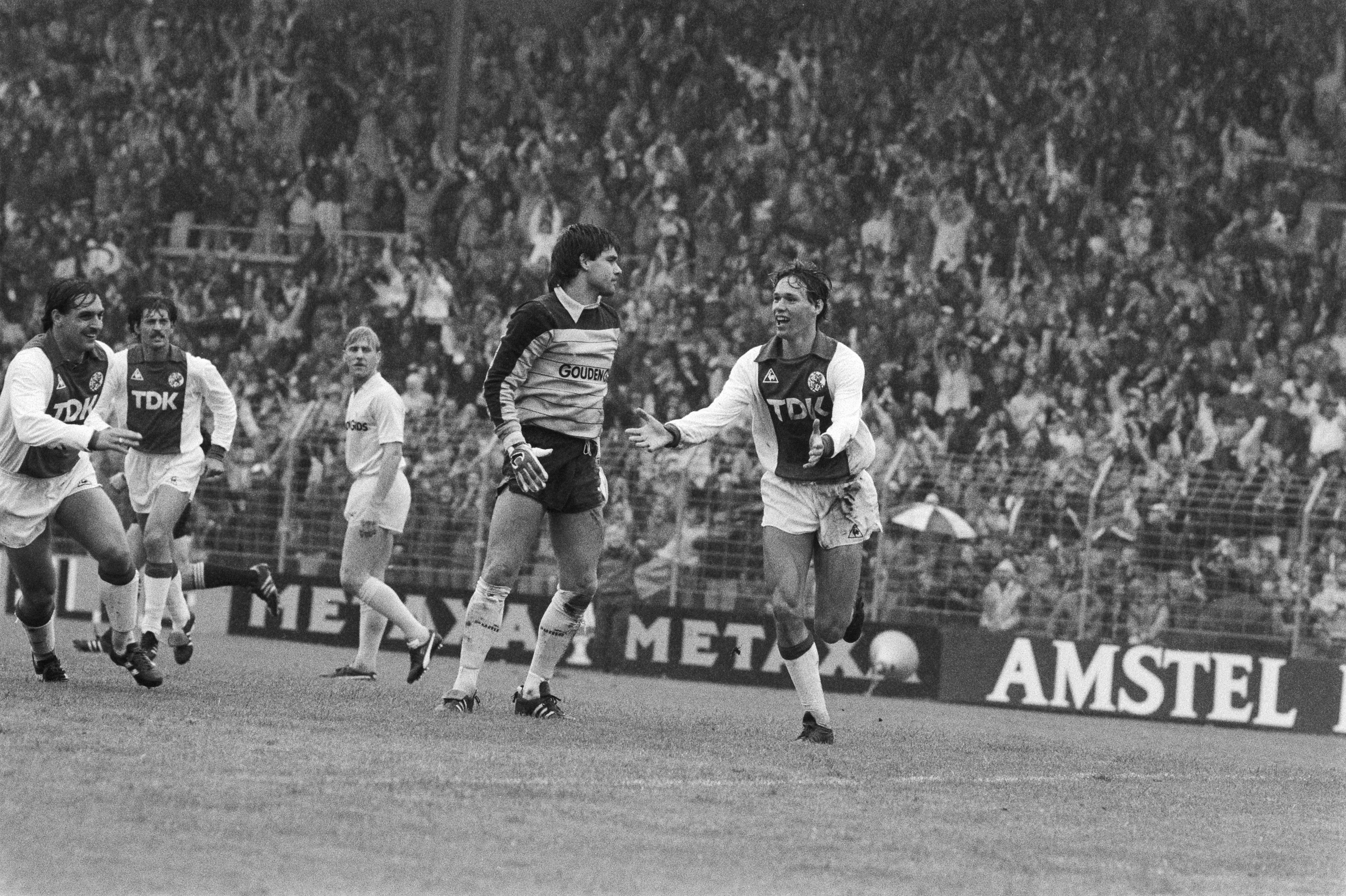
18-9-1983. Topduel Ajax-Feyenoord 8-2. Marco van Basten (geheel rechts) bejubelt 1 van zijn 3 treffers (2-0). Geheel links Edo Ophof en Felix Gasselich. Ook Hans Galjé, Sonny Silooy, Ronald Koeman, Frank Rijkaard, Peter Boeve, Jan Molby, Gerald Vanenburg, Jesper Olsen, Keje Molenaar en John van 't Schip speelden in dit duel voor Ajax, waarin Ajax zijn grootste zege op Feyenoord ooit boekte. Ruim 27 jaar lang was dit de grootste nederlaag van Feyenoord, tot 24 oktober 2010 (PSV-Feyenoord 10-0).

Als regerend landskampioen zocht het bestuur van Ajax naast aankoop Ronald Koeman in de zomer van 1983 naar een tweede vervanger voor de vertrokken Johan Cruijff (Feyenoord) en Søren Lerby (Bayern München). De in Nederland nog onbekende Felix Gasselich werd op 27-jarige leeftijd gecontracteerd in juli 1983, als routinier links op het middenveld, de positie van Sören Lerby. "Supertechniker" Gasselich was door Ernst Happel aan Ajax-trainer Aad de Mos aanbevolen. De overgang van Gasselich van Austria Wien naar Ajax was via een ingewikkelde route tot stand gekomen. Gasselich had in de lente van 1983 een voorcontract met Lazio Roma ondertekend. De overgang van Austria Wien naar Lazio strandde echter, doordat een nieuwe manager bij Lazio de leiding overnam, die andere spelers aantrok. Daardoor was de weg vrij voor Hamburger SV-trainer Ernst Happel, om Gasselich naar HSV te halen. Ook daar kwam iets tussen. Wolfram Wuttke had een voorcontract met HSV, en bij zijn toenmalige club Schalke'04 het recht, het verdrag op te zeggen, indien Schalke'04 aan het eind van het seizoen 1982/83 naar de 2de Liga degradeerde, hetgeen ook echt gebeurde. Ernst Happel had Gasselich echter toen al toegezegd, dat hij voor HSV zou spelen, en voelde zich verschuldigd aan zijn landgenoot. Happel lichtte zijn voormalige ADO-pupil uit de midden 1960'-er jaren, Aad de Mos in, en Ajax contracteerde de geroutineerde linkermiddenvelder vervolgens. Gasselich speelde twee en een half jaar bij Ajax. In zijn eerste seizoen (1983/84) werd het geroutineerde Feyenoord (gemiddelde leeftijd selectie 26 jaar) met een zeer jonge Ajax-selectie van gemiddeld 21 jaar, en een vrij jong Ajax1-elftal van gemiddeld 22 1/2 jaar, met 8-2 verslagen, hetgeen 27 jaar lang de grootste nederlaag voor Feyenoord in de eredivisie zou blijven, tot oktober 2010. Linkermiddenvelder Gasselich zelf scoorde 11 goals in de competitie en drie in het KNVB Bekertoernooi. Ajax eindigde als 3de in de competitie van de 18 eredivisieclubs, met 51 punten en een doelsaldo van +54 (100-46), met 6 punten en 11 doelsaldo-eenheden achterstand op Feyenoord, met 1 punt en 2 doelsaldo-eenheden achterstand op PSV. Wel scoorde Ajax de meeste goals (100), en had Ajax tot en met 10 maart 1984, op 70 % van de competitie, een beter doelsaldo dan Feyenoord. Ajax stond de helft van het aantal ronden op de 3de plaats, een kwart op de 2de plaats en slechts een kwart op de 1ste plaats. In het tweede seizoen ontwikkelde Gasselich zich meer tot vaste waarde bij Ajax. Hij kreeg echter wel steeds meer concurrentie op het middenveld van inschuivende libero Frank Rijkaard en van John Bosman als schaduwspits. In zijn tweede seizoen (1984/85) won Gasselich met Ajax het landskampioenschap – na 29 van de 34 competitieronden met een kleine voorsprong op PSV op de 1ste plaats te hebben gestaan, en na alle 34 ronden de minste verliespunten te hebben gehad – en versloeg hij met de Amsterdammers thuis het Luxemburgse Red Boys Differdange met 14-0 in het UEFA Cup-toernooi. Het is de grootste zege van een Nederlandse club ooit in een Europacup-toernooi (evenaring van het Europese record, 15 goals verschil, werd net gemist: Sporting Lissabon – APOEL Nicosia 16-1 in het seizoen 1963/64). Ook dit seizoen scoorde Ajax de meeste goals in de eredivisie, ditmaal 93. In het seizoen 1985/86 verbleef Gasselich weliswaar nog bijna een half jaar bij Ajax, maar hij kwam onder coach Cruijff, buiten de oefenduels in juli en augustus 1985, in officiële wedstrijden slechts één keer in actie, naar later bleek zijn afscheidsduel bij Ajax (Heracles – Ajax 1-8, 15 september 1985). Dat seizoen werd Ajax, ondanks een torenhoog doelsaldo van +85 (120-35) slechts 2de in de eredivisie achter PSV, maar won de Amsterdamse club wel de KNVB Beker. Gasselich was, net als zijn ploeggenoten, de aanvallers Gerald Vanenburg, Marco van Basten, Jesper Olsen en Rob de Wit, een technisch-tactisch uitstekende, intelligente en ook veelscorende voetballer; echter wel te traag voor het hoge tempo van Ajax in de 1e helft van de jaren 1980. Specialiteit waren zijn naar de buitenkant wegdraaiende ballen, zoals in de wedstrijd Ajax-FC Utrecht (5-2) op 15 januari 1984, toen hij scoorde. Ook speelde Gasselich vaak tegenstanders door de benen, zoals in het duel Ajax-PSV (1-4) op 16 december 1984, waarbij Gasselich in de slotfase 5 PSV-spelers uitspeelde, de bal onder de zesde PSV-'er doelman Hans van Breukelen plaatste, waarna John Bosman namens Ajax nog iets terugdeed en de nederlaag tot 1-4 verkleinde. In de kampioenswedstrijd Roda JC-Ajax (2-3) op 25 mei 1985 speelde Gasselich Roda-doelman Smits door de benen, waardoor het 1-1 werd als tussenstand. Ook viel de perfecte tweebenigheid van Gasselich op, met rechts en links trapte Gasselich even makkelijk. Door cynische Amsterdamse supporters werd de Oostenrijker ook wel 'Gas en Licht' genoemd. Anno 2015 was Gasselich nog steeds een graag geziene gast op Sportpark De Toekomst. Toch herinneren sommigen zich nog enkele van de woorden die Felix Gasselich sprak bij zijn Ajax-afscheid: "Voetballers die boeken lezen hebben een probleem." Gasselich is een van de drie Oostenrijkers, die voor Ajax hebben gespeeld. De andere twee zijn Heinz Schilcher (1 juli 1971-31 december 1973) en Florian Grillitsch (1 september 2022-30 juni 2023).

### Terugkeer in Oostenrijk
Na de tweeënhalf jaar bij Ajax keerde Gasselich in november 1985, ondanks diverse aanbiedingen uit het buitenland, direct terug naar zijn vaderland Oostenrijk. Het werd een beslissing die hij achteraf enigszins betreurde, ondanks ook een mooie tijd in Linz, naar eigen zeggen zijn enige grote fout. Hij speelde in Oostenrijk tot 1991 bij vijf verschillende clubs. Hij won geen prijzen meer. Na het afsluiten van zijn professionele carrière bij Sportvereinigung Rasenspieler Donaufeld Wien, speelde hij tot 2004 op amateurniveau, onder meer als speler-coach bij de door hem opgerichte club FC Laxenburg.

## Interlands
Gasselich speelde negentien wedstrijden in het nationale elftal van Oostenrijk. Hij scoorde hierin driemaal. Hij maakte zijn debuut op woensdag 15 november 1978 in de EK-kwalificatiewedstrijd tegen Portugal (1-2), toen hij na 80 minuten inviel voor Willy Kreuz.
| Interlanddoelpunten | Interlanddoelpunten | Interlanddoelpunten    | Interlanddoelpunten | Interlanddoelpunten | Interlanddoelpunten | Interlanddoelpunten |
| #                   | Datum               | Locatie                | Tegenstander        | Goal(s)             | Uitslag             | Wedstrijd           |
| ------------------- | ------------------- | ---------------------- | ------------------- | ------------------- | ------------------- | ------------------- |
| 1                   | 22 september 1982   | Wenen, Oostenrijk      | Albanië             | 41'                 | 5 – 0               | EK-kwalificatie     |
| 2                   | 17 mei 1983         | Wenen, Oostenrijk      | Sovjet-Unie         | 29'                 | 2 – 2               | Vriendschappelijk   |
| 3                   | 21 september 1983   | Belfast, Noord-Ierland | Noord-Ierland       | 82'                 | 3 – 1               | EK-kwalificatie     |

## Erelijst
Austria Wien
- Bundesliga: 1975/76, 1977/78, 1978/79, 1979/80, 1980/81
- ÖFB-Cup: 1973/74, 1976/77, 1979/80, 1981/82

 Ajax
- Eredivisie: 1984/85